# Dooling
Dooling es un pueblo ubicado en el condado de Dooly en el estado estadounidense de Georgia. En el censo de 2000, su población era de 163.

## Demografía
En el 2000 la renta per cápita promedia del hogar era de $20 469, y el ingreso promedio para una familia era de $21 719. El ingreso per cápita para la localidad era de $8 976. Los hombres tenían un ingreso per cápita de $21 875 contra $16 771 para las mujeres.

## Geografía
Dooling se encuentra ubicado en las coordenadas 32°13′48″N 83°55′42″O / 32.23000, -83.92833 (32.229962, -83.928311).
Según la Oficina del Censo, la localidad tiene un área total de 1,2 km² (0,5 mi²), de la cual 1,2 km² (0,5 mi²) es tierra y 0 km² (0 mi²) (0.00%) es agua.